# Le avventure di Oliver Twist (film)
Le avventure di Oliver Twist (Oliver Twist) è un film del 1948 diretto da David Lean, tratto dall'omonimo romanzo di Charles Dickens.
Secondo adattamento di un romanzo di Dickens da parte di David Lean, dopo Grandi speranze del 1946, il film è stato presentato in concorso alla Mostra del cinema di Venezia 1948.
L'influenza del neorealismo si fa sentire nella cruda e sofferta interpretazione che John Howard Davies dà del personaggio di Oliver, sostenuto da un cast d'eccezione che include Alec Guinness nel ruolo di Fagin.

## Trama
Oliver Twist nasce in un orfanotrofio e sua madre muore subito dopo il parto. Gli anni passano e Oliver viene regolarmente maltrattato dal signor Bumble, il messo comunale dell‘orfanotrofio. All'età di nove anni, l'affamato Oliver chiede una seconda scodella di minestra ("Per favore signore, ne voglio ancora") e per il suo ardire viene prontamente venduto come apprendista al proprietario di una impresa di pompe funebri, il signor Sowerberry. Maltrattato anche qui, fugge a Londra e viene raccolto dalla strada da Artful Dodger, un ladruncolo vestito con un cappotto e con un cappello a cilindro in testa. Artful lo conduce da Fagin, un vecchio che addestra i bambini alla delinquenza.
Arrestato per errore per aver presumibilmente derubato il signor Brownlow, un anziano e ricco gentiluomo, viene salvato da quest'ultimo che lo porta a casa con sé per curarlo e offrirgli rifugio dalla strada. Qui sperimenta un tipo di vita felice a cui non era mai stato abituato. Però, Fagin e un suo esecutore, Bill Sikes, decidono di rapire Oliver per impedirgli di denunciarli, e Bill costringe la sua ragazza Nancy a prendere parte al complotto. Nancy, sentendosi in colpa, progetta di aiutare Oliver, ma Bill la uccide pensando lo stesse per denunciare.
L'omicidio attira l'attenzione sulla banda di Fagin. Mr. Brownlow e i soldati recuperano Oliver, mentre Bill muore impiccato e Fagin viene arrestato. Il mistero della nascita di Oliver viene rivelato, e il signor Brownlow scopre che Oliver è suo nipote. Viene anche rivelato che Monks, fratellastro di Oliver, era stato in combutta con Fagin per defraudare Oliver della sua eredità legittima. Era stata Nancy che aveva informato il signor Brownlow del loro piano, e quando Fagin scoprì quel che aveva fatto, aveva lasciato intendere a Bill che lo aveva tradito, condannando così a morte la ragazza.

## Distribuzione
Il film è uscito nel Regno Unito il 28 giugno 1948, mentre in Italia è uscito il 29 gennaio dell'anno successivo.

### Versione italiana

#### Doppiaggio
Il doppiaggio italiano del film, diretto da Nicola Fausto Neroni su dialoghi di Gian Gaspare Napolitano, fu eseguito a Roma negli stabilimenti di Italia Acustica S.A. con la partecipazione della CDC.

## Controversie
L'interpretazione di Alec Guinness del personaggio di Fagin fu considerata da alcuni di stampo antisemita. Guinness portava un pesante trucco, compreso un grosso naso aquilino, per somigliare al personaggio disegnato da George Cruikshank nelle sue illustrazioni per la prima edizione del libro. Dietro le proteste della Lega anti-diffamazione del popolo giudaico e del consiglio supremo dei rabbini di New York, il film non venne distribuito negli Stati Uniti fino al 1951 e con sette minuti di tagli riguardanti la performance di Guinness. Il film, che ricevette critiche entusiastiche, ma nessuna nomination agli Oscar, venne messo al bando in Israele per il suo presunto antisemitismo. Agli inizi degli anni settanta iniziò a circolare negli Stati Uniti la versione completa del film di Lean senza i tagli. Questa è la versione che è ora disponibile in DVD.

## Cast
- Robert Donat venne preso in considerazione per il ruolo di Sikes.
- Kay Walsh era sposata con David Lean all‘epoca delle riprese, ma lo stress del film causò a Lean un mezzo esaurimento nervoso che fece naufragare il loro matrimonio.
- David Lean non si convinse che Alec Guinness fosse l'attore giusto per interpretare Yassin visto che non era completamente scuro di carnagione e che la sua altezza (178 cm) era eccessiva per questo ruolo, fino a quando non trovò una soluzione.

## Riconoscimenti
- Nel 1999 il British Film Institute l'ha inserito al 46º posto della lista dei migliori cento film britannici del XX secolo.[1]
- Festival di Venezia 1948: Premio internazionale per la migliore scenografia